# Am Himmel der Tag
Am Himmel der Tag ist ein deutsches Filmdrama der Regisseurin Pola Beck. Es kam am 29. November 2012 in die deutschen Kinos.

## Handlung
Die 25-jährige Lara führt in Berlin ein unbeschwertes Leben als Architekturstudentin. Finanzielle Sorgen hat sie nicht, denn sie wird von ihren wohlhabenden Eltern unterstützt. Tagsüber besucht sie gemeinsam mit ihrer Kommilitonin und besten Freundin Nora einige Vorlesungen, abends geht sie mit ihr in den Clubs der Stadt feiern. Eines Tages treffen sie dabei einen ihrer Dozenten, Martin, den beide Frauen attraktiv finden. Lara flirtet mit ihm, doch durch einen Zufall ist es Nora, die mit ihm in die Nacht verschwindet. Lara ist enttäuscht. Sie will sich ablenken und feiert weiter. Beschwingt durch Alkohol und Ecstasy flirtet sie heftig mit dem Barkeeper – es kommt zum ungeschützten Geschlechtsverkehr auf der Clubtoilette.
Am nächsten Tag hat sie den One-Night-Stand schon fast wieder vergessen und erholt sich von der Nacht in ihrer Wohnung, als ein Nachbar, der isländische Künstler Elvar bei ihr klingelt und sie bittet, auf seine Haustiere während seiner Abwesenheit aufzupassen. In seinen Händen trägt er ein Kaninchen sowie einen Guppy. Er schenkt Lara den Fisch, die sich fortan um das Tier kümmert. Elvar und Lara freunden sich an und sie erfährt, dass er erst vor kurzem von seiner Freundin Hanna verlassen wurde, nachdem er sie betrogen hat. Und sie sieht, dass es sich bei dem Haustier um eine Königspython handelt, die sie einmal pro Woche – mit Kaninchen – füttern soll.
Als sie nach einigen Wochen Schmerzen im Unterleib verspürt, erfährt sie bei ihrer Frauenärztin, dass sie schwanger ist. Von ihr erhält sie die Adresse einer Anlaufstelle für eine Schwangerschaftskonfliktberatung, falls sie das Kind abtreiben lassen will. Lara ist unsicher, sieht sie doch in der Schwangerschaft die Möglichkeit, ihr bislang unstetes Leben zu ändern. Sie fährt zu ihren Eltern und muss sich dort aber von ihrer Mutter Vorwürfe über ihren Lebenswandel anhören. Es kommt zum Eklat, als sie von ihrer Schwangerschaft erzählt – gleichwohl ihre Mutter jünger als sie war, als sie Lara empfing.
Lara fährt zurück nach Berlin und richtet sich in den kommenden Wochen auf ihren neuen Lebensabschnitt ein: Sie renoviert gemeinsam mit Nora ein Zimmer in ihrer kleinen Wohnung, kauft Babykleidung und Möbel für das Ungeborene, dessen Geschlecht sie noch nicht erfahren wollte. Gleichzeitig freundet sie sich weiter mit Elvar an, während Nora zwischenzeitlich mit Martin zusammengekommen ist. Die beiden Leben der besten Freundinnen verlaufen nun gegensätzlich: Nora genießt das Studenten- und Nachtleben mit Martin, während sich Lara auf ihre Zeit mit ihrem Kind vorbereitet.
Eines Tages verspürt sie heftige Kindsbewegungen im Bauch, wenige Tage danach leidet sie an Blutungen. Sie eilt zu ihrer Frauenärztin, die einen Nabelschnurvorfall feststellen muss: Das Kind ist im sechsten Monat an einer Hypoxie verstorben und muss nun operativ entfernt werden, um das Leben von Lara nicht zu gefährden. Für sie bricht eine Welt zusammen. Doch sie will den Schicksalsschlag nicht wahrhaben und lässt den darauf folgenden OP-Tag verstreichen. Sie erzählt niemandem von dem Todesfall und besucht sogar eine Geburtstagsfeier ihres Vaters. Auch Nora erfährt nichts, doch Lara ist immer verzweifelter. Als ein Lieferant das einige Tage zuvor bestellte Kinderbett bringt, kann sie ihre Trauer nicht mehr zurückhalten und versinkt noch weiter in eine Scheinwelt, indem sie das Bett aufbaut und sich abschottet.
Wenige Tage später kommt Martin bei ihr vorbei, um nach ihr zu schauen. Auch er weiß nichts von ihrem Schicksal. Lara provoziert ihn, in dem sie – für ihn scheinbar schwanger – vor seinen Augen Alkohol trinkt. Sie will ihn verführen, doch Martin stößt sie von sich und eilt aus der Wohnung. Im Treppenhaus trifft er auf Nora, die sich ebenfalls nach Lara erkundigen wollte. Wutentbrannt kommt es zum Streit zwischen den beiden Frauen und Nora verlässt die Wohnung. Kurz darauf bricht Lara im Flur zusammen.
Sie wird in ein Krankenhaus gebracht und operiert. Sie erfährt, dass es ein Junge geworden wäre und darf ihr totes Baby ansehen, berühren und sich so von ihm verabschieden. In der Schlussszene wird deutlich, dass Nora nach wie vor mit Martin zusammen ist. Elvar ist mit seiner Exfreundin wieder zusammengekommen und die beiden planen, in seine Heimat zurückzukehren. Lara bleibt in Berlin zurück – mit Elvars Kaninchen, das sie nicht an die Schlange verfüttert hat.

## Kritik
„Die in ihrer dramatischen Wendung nicht ganz alltägliche Geschichte ist […] allein schon dank der Hauptdarstellerin Aylin Tezel sehenswert, die in ihrer Rolle die ganze Bandbreite der Gefühle ausdrückt und keinen Moment der Langeweile aufkommen lässt. […] Der Film vermittelt etwas von dem Zeitgeist junger Menschen, die sich von den vielen Möglichkeiten, die ihnen offen stehen, überfordert fühlen und vergeblich nach einem Lebenssinn und ihrem Glück suchen. Gerade mit seiner doppelten Wendung zeigt der Film, dass die Mutterschaft einen Menschen stark verändern kann, ohne das dabei zum allein seligmachenden Glück zu stilisieren. In seiner visuellen Umsetzung ist der […] Debütspielfilm von Pola Beck ebenfalls gelungen.“

Rudolf Worschech (epd Film) vergibt gute 4 von 5 Sternen:

„[…] nie gleitet ›Am Himmel der Tag‹ ins Melodramatische oder Rührselige ab. Obwohl die Breitwand-Kamera immer wieder großartige Kinobilder liefert, bleibt die Haltung des Films nüchtern. Was auch an der beeindruckenden Leistung der Schauspielerin Aylin Tezel liegt […]. Sie zeigt sich hier enorm wandlungsfähig und auch im letzten Teil des Films ohne jede Hysterie, kann von Unbedarftheit auf Nachdenklichkeit umschalten.“

## Auszeichnungen
- Beim Zurich Film Festival 2012 gewann Am Himmel der Tag den Hauptpreis im deutschsprachigen Spielfilmwettbewerb, das Goldene Auge.
- Für ihre Hauptrolle im Film erhielt Aylin Tezel 2012 den Preis als „Beste Schauspielerin“ beim 30. Torino Film Festival.[4]
- Die Hauptdarstellerin Aylin Tezel wurde für ihre Leistung in Am Himmel der Tag mit dem Deutschen Schauspielerpreis 2013 in der Kategorie Beste Schauspielerin Nachwuchs ausgezeichnet
- Die Kameramann Juan Sarmiento G. und der Editor David J. Rauschning erhielten für Am Himmel der Tag den Förderpreis Neues Deutsches Kino der Internationale Hofer Filmtage 2012
- Die Regisseurin Pola Beck wurde für den Studio Hamburg Nachwuchspreis in der Kategorie „Beste Regie“ nominiert.[5]